# Turnowsky Mór
Turnowsky Mór (Hídvég, 1859. november 11. – Marosvásárhely, 1932. május 23.)  magyar orvosdoktor.

## Élete
Középiskoláit szülővárosában végezte el, majd a kolozsvári egyetemen az orvosi fakultásra iratkozott be. Tanulmányait később Prágában és Bécsben folytatta, hol 1882-ben orvosdoktorrá avatták. Ugyanezen évben letelepedett Marosvásárhelyt, hol gyakorlóorvosként működött. Az első világháború alatt a marosvásárhelyi kereskedelmi iskolában berendezett kórházban tevékenykedett mint járási orvos és tartalék kórházi főorvos. Élénken részt vett a társadalmi mozgalmakban. Az Erdélyrészi Magyar Közművelődési Egyesületnek megalakulása óta tagja volt, később helyi titkára és igazgató-választmányi tagja lett.
Marosvásárhely első zsidó orvosdoktora 1889-ben lépett az Unio szabadkőműves páholy soraiba, 1905-ben fedezett (kilépett), hogy részt vehessen a Bethlen Gábor páholy alapításában. 1912-ben ezt a páholyt is fedezte.
Az orvosi folyóiratoknak (Gyógyászat, Wiener Medizinische Wochenschrift sat.) rendes munkatársa volt, cikkeket írt a Természettudományi Közlönybe (1884-85, 1891) és a Képes Családi Lapokba (1895).
Dr. Turnowsky szellemi tevékenységén kívül oly tekintélyes személyiségeknek volt a háziorvosa, mint dr. Bernády György és Petelei István, de ugyanakkor a szegények orvosa is volt.

## Munkái
- A lélekről és egészségtanáról. Bpest, 1898. (Kül. ny. a Gyógyászatból).
- Az utánzásról. Uo. 1898. (Kül. ny. a Gyógyászatból.).
- Epilepsiások koloniáiról. Uo. 1900.
- Visszapillantás tíz egyleti évre. A maros-torda-vármegyei marosvásárhelyi orvos-gyógyszerész-egylet X. rendes közgyűlése elé terjeszti. Marosvásárhely, Uo. 1900.
- Iskolás gyermekek fejfájásáról. Bpest, 1900. (Különny. az Ifjúság és Egészségből).
- Gondolatok páholyalapitáskor / irta és a marosvásárhelyi “Bethlen Gábor” páholy kör első összejövetelén előadta Dr. Turnowsky Mór. – Budapest : s.n., 1905 (Márkus Samu Könyvnyomdája). – 18 p.
- A munkáról ; Mi a szabadkőművesség? ; A testvéri láncról / írta és a marosvásárhelyi “Bethlen Gábor” páholy 1905. évi május 1, 15. és junius 26-án tartott felvételi munkáin előadta Dr. Turnowsky Mór. – Budapest : s.n., 1905 (Márkus Samu Könyvnyomdája). – 29 p.
- A nővér ; A testvériségről : Két ünnepi beszéd / írta és a marosvásárhelyi “Bethlen Gábor” páholy 1905. évi október hó 2-án tartott nővérmunkáján és október hó 30-án tartott felvételi munkáján előadta Dr. Turnowsky Mór T. – Budapest : s.n., 1906 (Márkus Samu Könyvnyomdája). – 29 p.
- A szabadkőművesség természettudományi megokolása ; A szabadkőműves titokról ; Láncbeszéd / írta és a marosvásárhelyi “Bethlen Gábor” páholy munkáin elmondta Dr. Turnowsky Mór. – Budapest : s.n., 1907 (Márkus Samu Könyvnyomdája). – 31 p.